# Paul Koehler
Paul Adam Koehler (/pɔ:l 'ædəm 'kəʊlər/) (Kitchener, 9 settembre 1983) è un batterista e imprenditore canadese, membro fondatore dei Silverstein, di cui fa parte sin dal 2000. Possiede un'impresa nel settore dell'abbigliamento chiamata Liars! Manifesto. Si occupa anche di web design.

## Carriera musicale
Ha iniziato a suonare la batteria a 13 anni, nel 1996, perché voleva suonare le canzoni delle sue band preferite dell'epoca. Dapprima impara da autodidatta, con la batteria che gli presta il suo insegnante di piano, poi segue delle lezioni e suona nelle sue prime band. A 17 anni è tra i fondatori dei Silverstein, che nascono inizialmente come side project, dato che tutti i membri erano già impegnati in altri gruppi, e diventano poi un'occupazione full time. È lui a realizzare il primissimo sito della band (silverstein-emo.com), quando i Silverstein avevano suonato appena qualche concerto. Nel frattempo frequenta la Lester B. Pearson High School di Burlington, e si diploma nel 2002. Successivamente si iscrive alla facoltà di ingegneria presso la McMaster University, ma quando la band ottiene un contratto con la Victory Records nel 2003 decide di lasciare gli studi e dedicarsi a tempo pieno ai Silverstein.

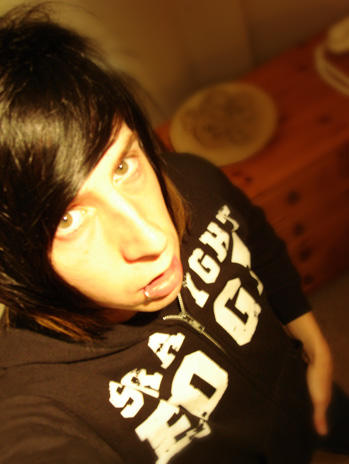
Paul Koehler nel 2006

Con la Victory, nel 2003 pubblicano il loro primo album, When Broken Is Easily Fixed, con il quale cominciano a farsi notare all'interno della scena emo. È tuttavia con l'album successivo, Discovering the Waterfront, uscito nel 2005, che la band ottiene il successo, grazie a canzoni come Smile in Your Sleep e My Heroine che ottengono un notevole esito in tutto il mondo. Dopo una compilation uscita nel 2006 che include i primi due EP della band, dal nome 18 Candles: The Early Years, nel 2007 viene pubblicato il molto atteso nuovo album, Arrivals & Departures. L'album, tuttavia, dopo un buon esordio in classifica, non riesce a ripetere il successo del precedente lavoro e per molti fan rimane una delusione. Il cantante della band Shane Told ha parzialmente spiegato questo fatto dicendo che uno dei fattori che hanno portato a non ripetere l'esito di Discovering the Waterfront è stata la scelta del produttore (Mark Trombino). Registrare a Los Angeles è stata una fonte di continua distrazione per la band e Trombino ha voluto concludere le registrazioni con ritmi molto serrati, creando un clima generale abbastanza negativo.
Nel 2009 la band torna in studio per registrare A Shipwreck in the Sand, un concept album che viene molto bene accolto dai fan e dalla critica e che lascia molto più soddisfatta la band stessa rispetto al precedente lavoro. L'anno successivo viene anche pubblicato un DVD (Decade (Live at the El Mocambo)), registrato in occasione di quattro show suonati a Toronto (uno per ogni album) in occasione dei 10 anni della band. Sempre nel 2010, i Silverstein hanno lasciato la Victory Records dopo 8 anni e firmato un contratto per due album con la Hopeless Records. La spiegazione di questa scelta sta nel fatto che, secondo la band, alla Victory erano interessati unicamente a vendere album, senza dare la possibilità alla band di fare quello che realmente voleva fare, mentre alla Hopeless l'aspetto economico, pur importante, si affianca a quello del divertimento e la band è libera al 100% di fare la musica che vuole e come vuole. Inoltre, la band ha firmato un contratto per il Canada con la Universal. Il gruppo aveva dei legami d'amicizia con i rappresentanti delle due case discografiche da molti anni.
Con la nuova etichetta viene pubblicato un EP chiamato Transitions, che prepara l'uscita del quinto album Rescue, nel 2011. Ad inizio 2012 viene pubblicato il mini-album Short Songs, composto da 11 canzoni della durata di un minuto e 30 o meno scritte dai Silverstein, più altre 11 cover dalle simili caratteristiche, mentre nel 2013 è la volta del settimo album in studio, This Is How the Wind Shifts. Nel corso del Warped Tour 2013 dà lezioni di batteria come parte del progetto Band Happy.

### Equipaggiamento
| Tamburi                     | Piatti                                              | Accessori        |
| --------------------------- | --------------------------------------------------- | ---------------- |
| 22"×16" UDrum bass drum     | 14-inch Meinl Byzance traditional medium hi hat     | Tama pedals      |
| 16"×16" UDrum floor tom     | 20-inch Meinl Byzance traditional medium crash      | DW Hardware      |
| 12"×9" UDrum rack tom       | 19-inch Meinl Byzance traditional medium thin crash | Pro Mark sticks  |
| 14"×5" UDrum aluminum snare | 22-inch Meinl Byzance traditional heavy ride        | Evans drum heads |

## Carriera imprenditoriale

### Liars! Manifesto
Paul ha fondato l'azienda Liars! Manifesto nel 2006 con gli amici Danny DelPrincipe e Kenny Fletcher. È un'impresa nel settore dell'abbigliamento che produce principalmente T-shirts colorate. Paul si occupa del web design per il sito e del marketing.

### Rock and Roll Design Company
La Rock and Roll Design Company è un'azienda che si occupa di web design fondata e gestita da Paul stesso. Ha realizzato il layout per il vecchio sito dei Silverstein e per altri siti collegati alle sue attività o alla band.

### Split the Atom Inc.
Nel 2009 ha lanciato un'azienda di management musicale, chiamata Split the Atom Inc., curando gli interessi di Jordan Valeriote, I Am Committing a Sin, Arietta, Brendan Rivera, Ulysses and the Siren, Texas with a Dollar Sign.

## Vita privata
Si è sposato il 7 marzo 2010 con Jessica Schnell, con cui vive nella sua città natale di Burlington assieme al gatto Pinto, preso dal gattile nel dicembre dello stesso anno. È vegano e straight edge dall'età di 16 anni. Nel 2006 si è fatto portavoce presso il Congresso degli Stati Uniti, assieme ai membri del congresso Patrick Kennedy e Grace Napolitano, chiedendo finanziamenti da parte del governo per l'istituzione di due associazioni contro il suicidio giovanile.
Tra le sue band preferite, figurano Cave In, My Bloody Valentine, Mew, The Cure, Kraftwerk, Daft Punk, Wilco e The Replacements. L'album Frengers dei Mew, in particolare, l'ha citato come l'album migliore del decennio 2000-2009.

## Discografia

### Con i Silverstein
- 2000 - Summer's Stellar Gaze (EP)
- 2002 - When the Shadows Beam (EP)

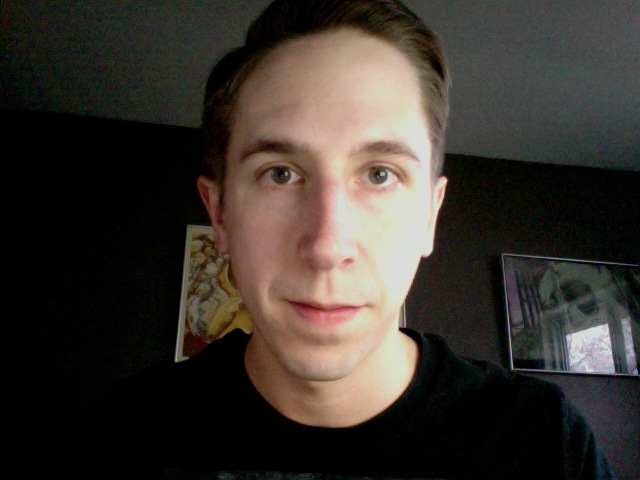
Paul Koehler nel 2011

- 2003 - When Broken Is Easily Fixed
- 2005 - Discovering the Waterfront
- 2006 - 18 Candles: The Early Years (compilation)
- 2007 - Arrivals & Departures
- 2009 - A Shipwreck in the Sand
- 2010 - Decade (Live at the El Mocambo) (live)
- 2010 - Transitions (EP)
- 2011 - Support Your Local Record Store (EP)
- 2011 - Rescue
- 2012 - Short Songs
- 2013 - This Is How the Wind Shifts
- 2013 - Four Minutes Being Cool (EP)